# Storgöteborg
För andra betydelser, se Göteborg (olika betydelser).

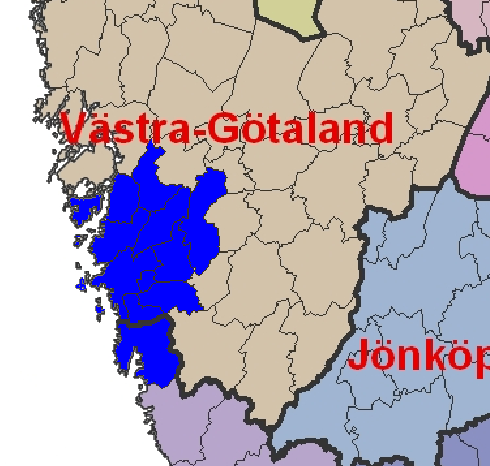
Storgöteborgs kommuner sedan 2005-01-01. Med "Västra-Götaland" åsyftas Västra Götalands län.

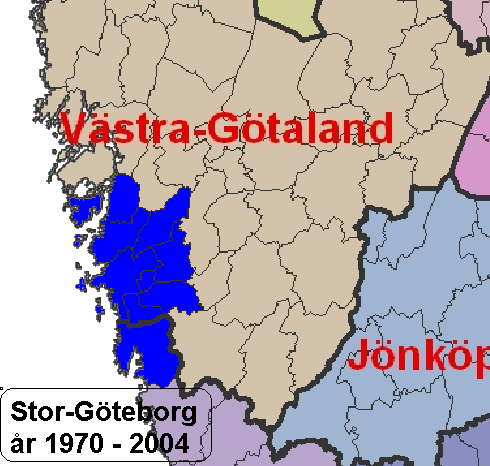
Storgöteborgs kommuner från och med år 1970 till och med 2004-12-31.

Storgöteborg eller Stor-Göteborg  är en av SCB definierad storstadsregion som inkluderar och omger Göteborg. Regionen är belägen i Västsverige. Huvuddelen tillhör Västra Götalands län, med undantaget Kungsbacka kommun vilken tillhör Hallands län. Till utsträckningen är Storgöteborg identiskt med Göteborgsregionens kommunalförbund. Göteborgsregionen är det näst största storstadsområdet i Sverige, efter huvudstadsregionen Storstockholm. Storgöteborg som region används ofta för statistiska beräkningar. Den 30 juni 2016 var Storgöteborgs invånarantal 988 355, varav Göteborgs kommun hade 551 449 invånare (ca 56 % av Storgöteborgs folkmängd). Den 28 mars 2017 passerade befolkningstalet i Storgöteborg en miljon.

## Bakgrund
Storgöteborg är en strategiskt viktig region, belägen mellan de skandinaviska huvudstäderna Köpenhamn, Oslo och Stockholm. Regionen har täta förbindelser med tåg och flyg. Sveriges näst största flygplats Landvetter ligger i regionen. Centralstationen i Göteborg är också ett viktigt nav för kommunikationerna med andra städer. Nordens största hamn, Göteborgs hamn, ligger också i Storgöteborg.
Trots att regionen av historien främst specialiserat sig på industri är Storgöteborg hem för flera universitet och högskolor. De mest kända är Göteborgs universitet och Chalmers tekniska högskola. Även Europas och Nordens nästa största sjukhus Sahlgrenska universitetssjukhuset är beläget här.
Enligt Statistiska centralbyråns definition ingår även Alingsås och Lilla Edets kommuner i Storgöteborg sedan den 1 januari 2005.

## Befolkningsutveckling
| Befolkningsutvecklingen i Stor-Göteborg      | Befolkningsutvecklingen i Stor-Göteborg | Befolkningsutvecklingen i Stor-Göteborg | Befolkningsutvecklingen i Stor-Göteborg | Befolkningsutvecklingen i Stor-Göteborg |
| -------------------------------------------- | --------------------------------------- | --------------------------------------- | --------------------------------------- | --------------------------------------- |
|                                              |                                         |                                         |                                         |                                         |
| År                                           |                                         |                                         | Invånare                                |                                         |
| 1968                                         | 1968                                    |                                         | 682 305                                 | 682 305                                 |
| 1970                                         | 1970                                    |                                         | 712 174                                 | 712 174                                 |
| 1980                                         | 1980                                    |                                         | 734 956                                 | 734 956                                 |
| 1990                                         | 1990                                    |                                         | 777 432                                 | 777 432                                 |
| 2000                                         | 2000                                    |                                         | 844 802                                 | 844 802                                 |
| 2010                                         | 2010                                    |                                         | 928 629                                 | 928 629                                 |
| 2024                                         | 2024                                    |                                         | 1 087 605                               | 1 087 605                               |
| Källa: SCB - Folkmängd efter region och tid. |                                         |                                         |                                         |                                         |

- Samtliga befolkningstal för respektive år till och med 2010 är från den 31 december det året.

## Kommuner efter folkmängd
| Storleksordning i Sverige | Kommun      | Befolkning 2024-12-31 |
| ------------------------- | ----------- | --------------------- |
| 2                         | Göteborg    | 608 993               |
| 27                        | Kungsbacka  | 85 792                |
| 34                        | Mölndal     | 71 420                |
| 51                        | Kungälv     | 50 313                |
| 61                        | Lerum       | 43 570                |
| 63                        | Alingsås    | 42 722                |
| 65                        | Partille    | 41 060                |
| 68                        | Härryda     | 40 003                |
| 81                        | Ale         | 32 576                |
| 96                        | Stenungsund | 27 851                |
| 148                       | Tjörn       | 16 092                |
| 164                       | Lilla Edet  | 14 442                |
| 181                       | Öckerö      | 12 771                |
|                           | Totalt      | 1 087 605             |

## Detaljerad information om kommunerna
| Kommun      | Invånare 2024-12-31 | Area¹ 2015-01-01 | Folktäthet² | Del     | Regional tillhörighet | Regional tillhörighet   | Regional tillhörighet | Regional tillhörighet |
| Kommun      | Invånare 2024-12-31 | Area¹ 2015-01-01 | Folktäthet² | Del     | Landskap              | Län (före 1998)         | Nuvarande län         |                       |
| ----------- | ------------------- | ---------------- | ----------- | ------- | --------------------- | ----------------------- | --------------------- | --------------------- |
| Kungälv     | 50 313              | 362,45           | 139         | Nord    | Bohuslän              | Göteborgs och Bohus län | Västra Götalands län  |                       |
| Stenungsund | 27 851              | 251,87           | 111         | Nord    | Bohuslän              | Göteborgs och Bohus län | Västra Götalands län  |                       |
| Tjörn       | 16 092              | 167,36           | 96          | Nord    | Bohuslän              | Göteborgs och Bohus län | Västra Götalands län  |                       |
| Öckerö      | 12 771              | 25,75            | 496         | Nord    | Bohuslän              | Göteborgs och Bohus län | Västra Götalands län  |                       |
| Göteborg    | 608 993             | 447,88           | 1 360       | Centrum | Västergötland³        | Göteborgs och Bohus län | Västra Götalands län  |                       |
| Mölndal     | 71 420              | 145,84           | 490         | Sydost  | Västergötland³        | Göteborgs och Bohus län | Västra Götalands län  |                       |
| Partille    | 41 060              | 56,8             | 723         | Sydost  | Västergötland³        | Göteborgs och Bohus län | Västra Götalands län  |                       |
| Härryda     | 40 003              | 266,7            | 150         | Sydost  | Västergötland³        | Göteborgs och Bohus län | Västra Götalands län  |                       |
| Lerum       | 43 570              | 258,55           | 169         | Nordost | Västergötland³        | Älvsborgs län           | Västra Götalands län  |                       |
| Ale         | 32 576              | 317,01           | 103         | Nordost | Västergötland³        | Älvsborgs län           | Västra Götalands län  |                       |
| Alingsås    | 42 722              | 472              | 91          | Nordost | Västergötland³        | Älvsborgs län           | Västra Götalands län  |                       |
| Lilla Edet  | 14 442              | 315,64           | 46          | Nordost | Västergötland³        | Älvsborgs län           | Västra Götalands län  |                       |
| Kungsbacka  | 85 792              | 606,6            | 141         | Syd     | Halland               | Hallands län            | Hallands län          |                       |
| Totalt      | 1 087 605           | 3 694,45         | 294         |         |                       |                         |                       |                       |

1/ km² (land)
2/ Invånare per km², avrundat till heltal
3/ Backa, Rödbo, Säve, Björlanda och Torslanda i Göteborg, samt Lilla Edet väster om Göta älv tillhör Bohuslän; Lindome i Mölndal tillhör Halland

## Tätorter
Här listas de 20 största tätorterna (inte kommunerna) i Storgöteborg. Sedan 2018 ingår även Mölndal, Partille och Kungsbacka som tätorter enligt SCB:s definition. Orter med fet stil har haft stadsprivilegier. Befolkningssiffrorna är från SCB 2019-12-31
| Tätort             | Folkmängd 2015-12-31 | Folkmängd 2018-12-31 | Folkmängd 2019-12-31 | Ökning mellan 2015 och 2018 | Ökning mellan 2018 och 2019 |
| ------------------ | -------------------- | -------------------- | -------------------- | --------------------------- | --------------------------- |
| Göteborg           | 572 799              | 592 042              | 600 473              | 19 243                      | 8 431                       |
| Nordöstra Göteborg | 45 106               | 47 072               | 47 503               | 1 966                       | 431                         |
| Lerum              | 26 913               | 27 959               | 28 282               | 1 046                       | 323                         |
| Alingsås           | 26 329               | 27 266               | 27 501               | 937                         | 235                         |
| Kungsbacka         |                      | 23 475               | 23 747               |                             | 272                         |
| Torslanda          |                      | 22 767               | 22 923               |                             | 156                         |
| Kungälv            | 24 101               | 19 410               | 19 824               | -4 691                      | 414                         |
| Mölnlycke          | 17 579               | 18 320               | 18 339               | 741                         | 19                          |
| Stenungsund        | 13 093               | 13 718               | 13 840               | 625                         | 122                         |
| Onsala             | 12 275               | 12 460               | 12 446               | 185                         | -14                         |
| Nödinge-Nol        | 11 117               | 11 492               | 11 467               | 375                         | -25                         |
| Landvetter         | 8 839                | 9 122                | 9 187                | 283                         | 65                          |
| Hönö och Öckerö    | 5 293                | 9 134                | 9 137                | 3 841                       | 3                           |
| Gråbo              | 6 021                | 6 485                | 6 608                | 464                         | 123                         |
| Surte              | 6 003                | 6 311                | 6 454                | 308                         | 143                         |
| Åsa                | 6 084                | 6 341                | 6 408                | 257                         | 67                          |
| Ytterby            |                      | 6 097                | 6 369                |                             | 272                         |
| Älvängen           | 4 759                | 5 818                | 6 036                | 1 059                       | 218                         |
| Öjersjö            | 4 394                | 4 554                | 4 715                | 160                         | 161                         |
| Olofstorp          | 3 746                | 4 011                | 4 108                | 265                         | 97                          |